# Das Liebeskarussell
Das Liebeskarussell ist ein österreichischer Episodenfilm aus dem Jahr 1965, in freier Anlehnung an Arthur Schnitzlers „Reigen“. Die Regisseure waren Rolf Thiele (Segmente Sybill und Angela), Axel von Ambesser (Segment Lolita) und Alfred Weidenmann (Segment Dorothea).
Die Handlung schrieben Paul Hengge (Segment Angela), Rolf Olsen (Segment Lolita), Herbert Reinecker (Segment Dorothea) sowie Walter Schneider, der das Gesamtdrehbuch verfasste.

## Handlung

### „Sybill“
Der Stardirigent Stefan von Cramer nutzt eine Konzertpause zu einem Techtelmechtel mit seiner Frau. Deren Liebhaber erwischt sie dabei; voller Zorn vergisst er die wahren Verhältnisse.

### „Angela“
Frau Angela Claasen schlafwandelt; ihre nächtlichen Ausflüge führen sie in ein fremdes Bett. Erst allmählich kommt ihr Gatte dahinter, dass von „Schlafwandeln“ keine Rede sein kann.

### „Dorothea“ („Der Primus“)
Mit Hilfe der verführerischen Dorothea Parker spielen ehemalige Schüler dem jetzigen Professor Hellberg, ihrem damaligen Klassenbesten, einen Streich: Sie machen ihn betrunken und lassen ihn dann glauben, er habe die Journalistin verführt. Während sie sich selber mit Prostituierten vergnügen, schläft er seinen Rausch aus. Als er sich bei Dorothea entschuldigen will, stellt sich seine Unschuld heraus; doch nun kommen sich die beiden tatsächlich näher.

### „Lolita“
Peter ist schüchtern und in Liebesdingen unerfahren; als eine Badewanne überläuft, ändert sich das, da die sinnliche Nachbarin Lolita zu Hilfe kommt.

## Entstehungsgeschichte
Der Episodenfilm Das Liebeskarussell geht auf ein Angebot des Verleihers Constantin an den noch immer in den Diensten der Wiener Stadthalle stehenden Karl Spiehs zurück, für sie sieben Filme in zwei Jahren zu produzieren. So trennte sich Spiehs „in bestem Einvernehmen“ von der Wiener Stadthalle und produzierte seinen ersten eigenen Film. Durch die Aufteilung in Episoden konnte er mehrere Stars engagieren, „die sich da nicht um größere Rollen streiten konnten.“ Rückschauend räumte er ein, er habe sich „mit der Besetzung ein bisschen übernommen.“
Die Dreharbeiten des Farbfilms fanden im Juni und Juli 1965 in Wien statt. Die Innenaufnahmen drehte man in den Studios der Wien-Film in Sievering sowie im Atelier der Dürer-Film in Salzburg. Die Filmbauten stammten von Herta Hareiter. Die Kostüme entwarfen Charlotte Flemming und Edith Martisek. Die Anfertigung der Kostüme übernahm Lambert Hofer. Als Regieassistenten fungierten Eva Ebner (für Rolf Thiele und Axel von Ambesser) sowie Wieland Liebske (für Alfred Weidenmann). Erstaufführung war am 30. September 1965.

## Kritiken
„Abwechslungsreich und in ansteigender Linie aufbereitete Skizzen mit beliebten Interpreten ihrer gut gesehenen Figuren; […] flott musikuntermalt, photographisch passabel.“

„In der Gestaltung ohne jedes Profil, zeigen die Hersteller des Films in ihrer geistigen und sittlichen Haltung einen Hang zum Spießertum. Für Jugendliche abzulehnen und für Erwachsene wertlos und überflüssig.“

„Vier geist- und geschmacklose „Lustspiel“-Episoden über „erotische“ Beziehungen älterer Herren und jüngerer Damen. Humor, Ironie und Erotik fehlen auf der ganzen Linie, statt dessen herrscht eine senile Scheinmoral vor, die den hochkarätig besetzten Film als primitive Spekulation mit schlüpfriger Situationskomik entlarvt.“